# نوکاتی (فلوریدا)
نوکاتی (به انگلیسی: Nocatee) یک منطقهٔ مسکونی در ایالات متحده آمریکا است که در شهرستان دووال، فلوریدا واقع شده‌است. نوکاتی ۵٬۷۰۲ نفر جمعیت دارد.